# Wigmore Hall

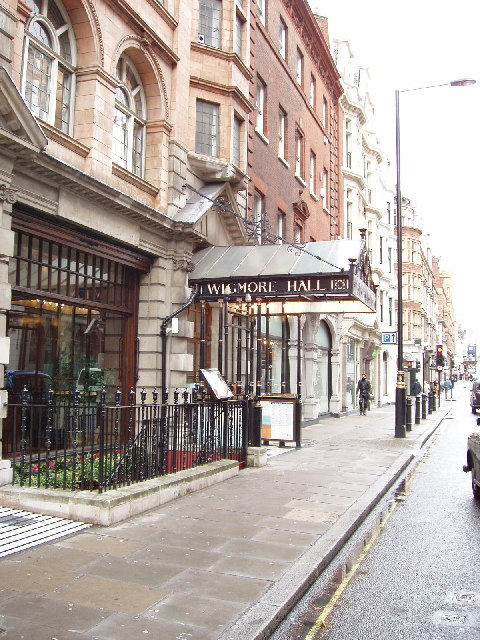

El Wigmore Hall es una sala de conciertos especializada en música clásica, en la calle Wigmore, de Londres.
Originalmente se llamó  Bechstein Hall, fue diseñado por Thomas Edward Collcutt, que también diseñó el Hotel Savoy en el Strand, para Bechstein, el constructor alemán de pianos cuya sala de exposición y venta estaba en la puerta de al lado. Salas parecidas se construyeron por Carl Bechstein en San Petersburgo y París.
El edificio sigue el estilo renacentista, usando paredes de alabastro y mármol para amueblar un sala rectangular y lisa con una zona de escenario elevado pequeño con una cúpula representando arriba el Alma de la Música. Se considera que la  sala tiene una excelente acústica.
La sala se inauguró el 31 de mayo de 1901 con un concierto interpretado por el virtuoso pianista y compositor Ferruccio Busoni y el violista Eugène Ysaÿe. Durante este primer periodo, atrajo a artistas como Artur Schnabel, Pablo Sarasate, Percy Grainger, Myra Hess, Arthur Rubinstein y Camille Saint-Saëns.
Debido a que era de propiedad alemana, la sala fue considerada "propiedad enemiga"  durante la Primera Guerra Mundial pero reabrió como Wigmore Hall en 1917.
Desde su reapertura grandes artistas han actuado en él, entre ellos Elisabeth Schwarzkopf, Serguéi Prokófiev, Paul Hindemith, Andrés Segovia, Benjamin Britten y Francis Poulenc.
Dirigido por John Gilhooly sucedió a William Lyne su director entre 1966-2003. Artistas que actúan regularmente en la sala son  Andras Schiff, Joshua Bell, Maxim Vengerov, Thomas Quasthoff, Ian Bostridge, Susan Graham, Angela Hewitt,  Steven Isserlis, Thomas Allen, Matthias Goerne, Dame Felicity Lott, Pierre Laurent Aimard, Simon Keenlyside, Anne Sofie von Otter, Bernarda Fink y Wolfgang Holzmair, entre otros.
Está ubicado cerca de la Broadcasting House de la BBC en Portland Place, por lo que sus conciertos se han retransmitido frecuentemente por la Radio 3. El Wigmore hall alberga muchos recitales de música de cámara y solistas, con cerca de 400 conciertos al año.
El 5 de mayo de 2005, la sala anunció que iba a poner en funcionamiento su propio sello discográfico.